# Курята, Чеслав
Че́слав Куря́та (пол. Czesław Kuriata; 29 апреля 1938 или 1938, гмина Людвиполь, Волынское воеводство — 12 октября 2022, Кошалин, Западно-Поморское воеводство) — польский поэт, переводчик, прозаик, редактор, автор произведений для детей. Заслуженный деятель культуры Польши (1972).

## Биография
Чеслав Курята родился 29 апреля 1938 года в крестьянской семье в польской колонии Марцеловка (польск. Marcelówka) громады Друхов гмины Людвиполь (пол. Ludwipol (gmina)) Костопольского повета (пол. Powiat kostopolski) Волынского воеводства Польской Республики, ныне колония не существует, её территория входит в Березновскую городскую общину (укр. Березнівська міська громада) Ровненского района Ровненской области Украины.
Родная деревня была уничтожена в ходе Волынской резни. В 1945 году вместе с родителями поселились в селе Курово Кошалинского повета Западно-Поморского воеводства, где он окончил четырехлетнюю начальную школу. Затем учился в городе Боболице того же повета и в городе Кошалине, а в 1955 году в городе Бялогарде того же воеводства он окончил среднюю школу.
В 1960 году окончил со степенью магистра польской филологии Университет Николая Коперника. С 1960 года жил в Кошалине.
В 1960 году вступил в ПОРП.
В 1960—1984 годах был редактором Польского радио, сначала в художественной редакции, с 1965 года был заведующим литературной редакцией. С 1962 года член Союза польских писателей, а в 1965 году стал председателем Кошалинского отделения Союза. С 1964 года был членом комиссии по культуре воеводского комитета ПОРП в Кошалине. В 1969—1974 годах был членом коллегии редакционных ежемесячников Поморья.
В 1972 году стал редактором приложения к ежемесячному журналу «Głos Pomorza» («Голос Поморья») (пол. Głos Pomorza) под названием „Magazyn Literacki“ («Литературный журнал»). В 1977 году стал редактором поэтического молодежного приложения „Arkuszy Poetyckich Młodych“ к ежеквартальному журналу «Profile Kultury». В 1983—1985 годах был членом редакционной группы еженедельника „Morze i Ziemia“ («Море и Земля»). Был также членом президиума Кошалинского общества культуры. В 1986 году стал членом правления Кошалинского отделения нового Союза польских писателей.
На парламентских выборах 1993 года безуспешно баллотировался в Сенат Польши от партии «Самооборона Республики Польша». С 1998 по 2002 год входил в городской совет Кошалина по списку партии «Союз демократических левых сил».
Чеслав Курята умер 12 октября 2022 года. Похоронен на Аллее заслуженных (AZ-2) кладбища города Кошалина Западно-Поморского воеводства Республики Польша.

## Творчество
Дебютировал как поэт стихотворением „Człowiek i ludzie“ («Человек и люди») на страницах еженедельника «Ziemia i Morze» («Земля и море») (пол. Ziemia i Morze) в 1956 году (№ 9).
Публиковал стихи, прозу, статьи и обзоры в журналах «Pomorze» (1956, 1958—1965, 1967—1969), «Współczesność» (1956, 1961—1970), «Tygodnik Zachodni» (1957—1960), «Zarzewiu» (1957—1962, 1968—1969), «Odra» (1958—1967), «Zielony Sztandar» (1959, 1961—1965), «Nadodrze» (пол. Nadodrze (czasopismo)) (1960—1969), «Życie Literackie» (1960—1983), «Litery» (пол. Litery (czasopismo)) (1962—1970), «Tygodnik Kulturalny» (пол. Tygodnik Kulturalny) (1962—1985), «Fakty i Mity» (пол. Fakty i Mity) (1968—1970), «Płomyczek» (1971—1984), «Głos Pomorza» (пол. Głos Pomorza) (1975—1985).
Будучи редактором „«Głos Pomorza“ публиковал собственные переводы стихов советских авторов.
Автор радиоспектаклей: «Koń jak czołg, a nie ułański fredzikowy», 17 октября 1976 года и «Apokryf o wędrówce», 18 мая 1986 года.

### Книги
- Niebo zrównane z ziemią 1961
- Miłość legendą innych. Warszawa dr. 1972.
- Wino pestkowe. Warszawa 1974
- Miara dłoni. Poznań 1977.
- Naprawdę już po wojnie. Poznań 1978.
- Bogusław X. Poznań 1980
- Elegie codzienne. Warszawa 1984
- Wiersze wybrane. Warszawa 1984
- Wyznania najprostsze. Gdańsk 1984
- Cztery poematy. Poznań 1985.
- Ile zawodów ma mama. Łódź 1985
- Spowiedź pamięci; Próba światła. Olsztyn 1985.
- Zabawa w wyobraźnię. Łódź 1985.
- Zapiski prowincjonalnego pisarza. Koszalin 1985.
- Zorze archangielskie. Koszalin 1998
- Cień, który wchodzi do środka. Koszalin 2003[11].
- Galop do Wielkiego Lasu. Warszawa 2005.
- Wiersze, bajki i zagadki. Koszalin 2009.
- Słuchowiska i opowiadania. Koszalin 2011.

## Награды и звания, премии
- Заслуженный деятель культуры Польши, 1972 год
- Кавалерский (рыцарский) крест Ордена Возрождения Польши, 1983 год
- Золотой Крест Заслуги, 1970 год
- Серебряный Крест Заслуги
- Медаль «30-летие Народной Польши»
- Медаль «40-летие Народной Польши»
- Серебряная медаль «За заслуги в культуре Gloria Artis», 20 сентября 2005 года[12]
- Почётная медаль «Создателям и покровителям культуры» (пол. Medal Honorowy Twórcom i Mecenasom Kultury)
- II Лодзинская Весна поэтов, 1960 год
- III Лодзинская Весна Поэтов, 1961 год
- Первый приз в конкурсе на премию Красной Розы, 1961 год
- Художественная премия первой степени города Кошалина, 1961 год
- Премия WRN в Кошалине в рамках III Опольской поэтической весны, 1964 год
- Второй приз в конкурсе на премию Красной Розы, 1964 год
- Ежегодная премия председателя Комитета по радио и телевидению за творчество радио, 1965 год
- Премия WRN в Кошалине в рамках V Опольской поэтической весны, 1968 год
- Премия Приморского края, 1972 год
- Премия председателя по радио и телевидению за творчество и деятельность радио и телевидения, 1982 год
- Премия «Pro Arte», Западно-Поморское воеводство, 13 октября 2017 года[13]

## Семья
Жена — Людмила Янусевич (пол. Ludmiła Janusewicz-Kuriata), поэтесса, художник.